# Дамасипп
Дамасипп (IV век до н. э.) — военачальник македонского царя Филиппа II.
О военачальнике македонского царя Филиппа II Дамасиппе известно из «Стратегем» Полиэна. Во время похода македонян против Фив Дамасипп и Аэроп привели в воинский лагерь с постоялого двора умеющую играть на псалтерии женщину. Узнав об этом, царь изгнал обоих полководцев из страны. По предположению А. А. Клейменова, видимо, речь идет о событиях во время противостояния Филиппа с силами антимакедонской коалиции во главе с Фивами и Афинами в 339—338 годах до н. э. Российский исследователь, оценивая этот эпизод, обращает внимание на то, какое огромное внимание правитель Македонии придавал роли дисциплины в своей армии, подвергая взысканиями не только рядовых воинов, но и командиров. По замечанию В. Хеккеля, всё же наказание было слишком суровым. Это может быть объяснено тем, что Аэроп происходил из верхнемакедонского линкестийского знатного рода, враждовавшего с Аргеадами из Нижней Македонии, и Филипп таким образом расправился со своим соперником, а Дамасипп мог быть близким другом последнего.